# Игъл (окръг)
Вижте пояснителната страница за други значения на Игъл.
Окръг Игъл (на английски: Eagle County) е окръг в щата Колорадо, Съединени американски щати. Площта му е 4382 km², а населението - 54 772 души (2017). Административен център е град Игъл.

## Градове
- Джипсъм
- Минтърн